# تپه میان کوه
تپه میان کوه مربوط به دوره اشکانیان - دوران‌های تاریخی پس از اسلام است و در شهرستان سنقر، بخش مرکزی، روستای سهنله واقع شده و این اثر در تاریخ ۱۱ مرداد ۱۳۸۴ با شمارهٔ ثبت ۱۲۵۱۴ به‌عنوان یکی از آثار ملی ایران به ثبت رسیده است.